# Cobra (roman)
Pour les articles homonymes, voir Cobra (homonymie).
Cobra (titre original en espagnol : Cobra) est un roman de l'écrivain cubain Severo Sarduy paru en 1972 et publié en français en 1972 aux éditions du Seuil. La traduction française est réalisée par Philippe Sollers et Severo Sarduy lui-même. Le roman a reçu la même année le prix Médicis étranger.

## Historique du roman
Le 28 novembre 1972, le roman reçoit le prix Médicis étranger.

## Éditions
- Cobra, trad. Philippe Sollers, coll. « Cadre vert », éditions du Seuil, 1972  (ISBN 2-02-009097-X)
- Points, 1986  (ISBN 2-02-009097-X), 226 p.
- (es) Cobra, éditions Edhasa, Barcelone, 1981  (ISBN 84-350-0332-9)